# Carlos Rodrigo Ortiz
Carlos Rodrigo Ortiz Retes (Álamos, Sonora, 1851 - Ciudad de México, 1902) fue un político mexicano del Partido Liberal y gobernador del estado de Sonora de 1881 a 1883, siendo el gobernante más joven de este estado llegando a la gobernatura a la edad de 29 años.

## Biografía
Cursó su educación primaria en el colegio Liceo de Sonora, años después se trasladó a Alemania a proseguir sus estudios y terminó con éxito la carrera profesional de abogado en la Ciudad de México. En el año de 1877 fue elegido diputado local por el primero de los distritos electorales de Álamos, en 1880 fue diputado federal por el mismo distrito, se trasladó a la capital mexicana y con carácter de apoderado del gobierno local, obtuvo una concesión de la Secretaría de Fomento para construir un ferrocarril, por cuenta del Estado, de Álamos al puerto de Yavaros.
Fue designado gobernador constitucional de Sonora para el bienio de 1881 a 1883, tomando posesión el 1 de septiembre del primer año citado y dos meses después expidió la disposición legislativa más importante de su administración: la ley de 5 de noviembre de 1881 que estableció en el Estado la educación obligatoria y autorizó a la vez el establecimiento del Instituto Científico y Literario. En los mismos días se inauguró el primer tramo del ferrocarril de Sonora, entre las poblaciones de Guaymas y Hermosillo, lo cual abrió nuevos horizontes a la vida económica sonorense.
Entre los actos más importantes de la administración del licenciado Ortiz se contó el establecimiento del Instituto Científico y Literario que abrió sus puertas el 1 de julio de 1882 bajo la dirección del doctor Pedro Garza. Para lograr esta finalidad se recogieron donativos que importaron más de sesenta mil pesos, que se invirtieron en enviar a Europa al doctor Garza con el fin de contratar catedráticos y adquirir obras y colecciones zoológicas que absorbieron el total de la cantidad citada y resultaron fuera, completamente, del medio real sonorense.
El 29 de enero de 1883 obtuvo una prórroga de su licencia por cuarenta días y, antes de vencerse esta, se presentó en Hermosillo el general Juan de la Luz Enríquez, portando la renuncia que el licenciado Ortiz hacía del cargo de gobernador. No volvió a figurar en la política local y falleció en la Ciudad de México en 1902.